# Heteropyxis canescens
Heteropyxis canescens är en myrtenväxtart som beskrevs av Daniel Oliver. Heteropyxis canescens ingår i släktet Heteropyxis och familjen myrtenväxter. Inga underarter finns listade i Catalogue of Life.

## Bildgalleri

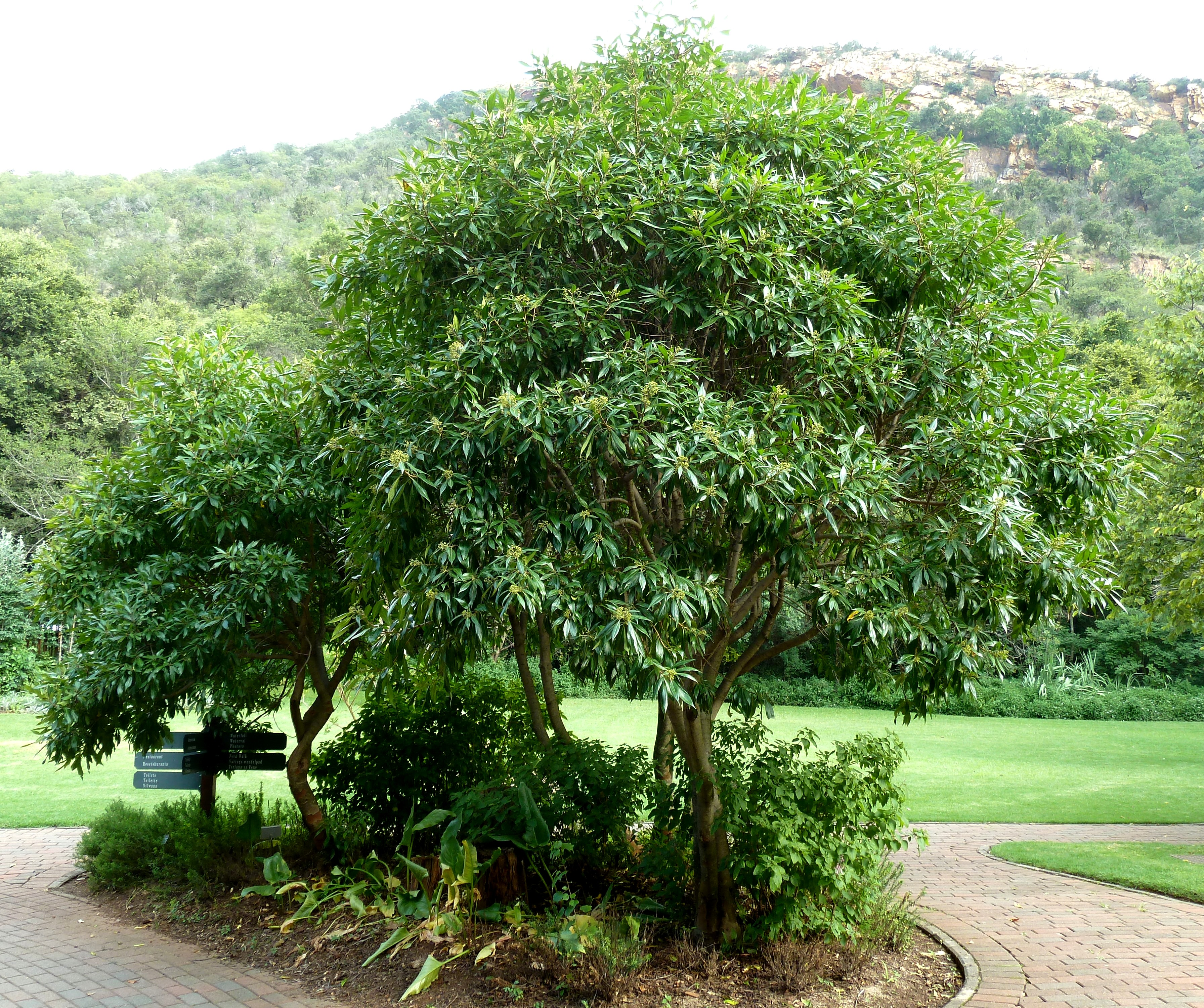
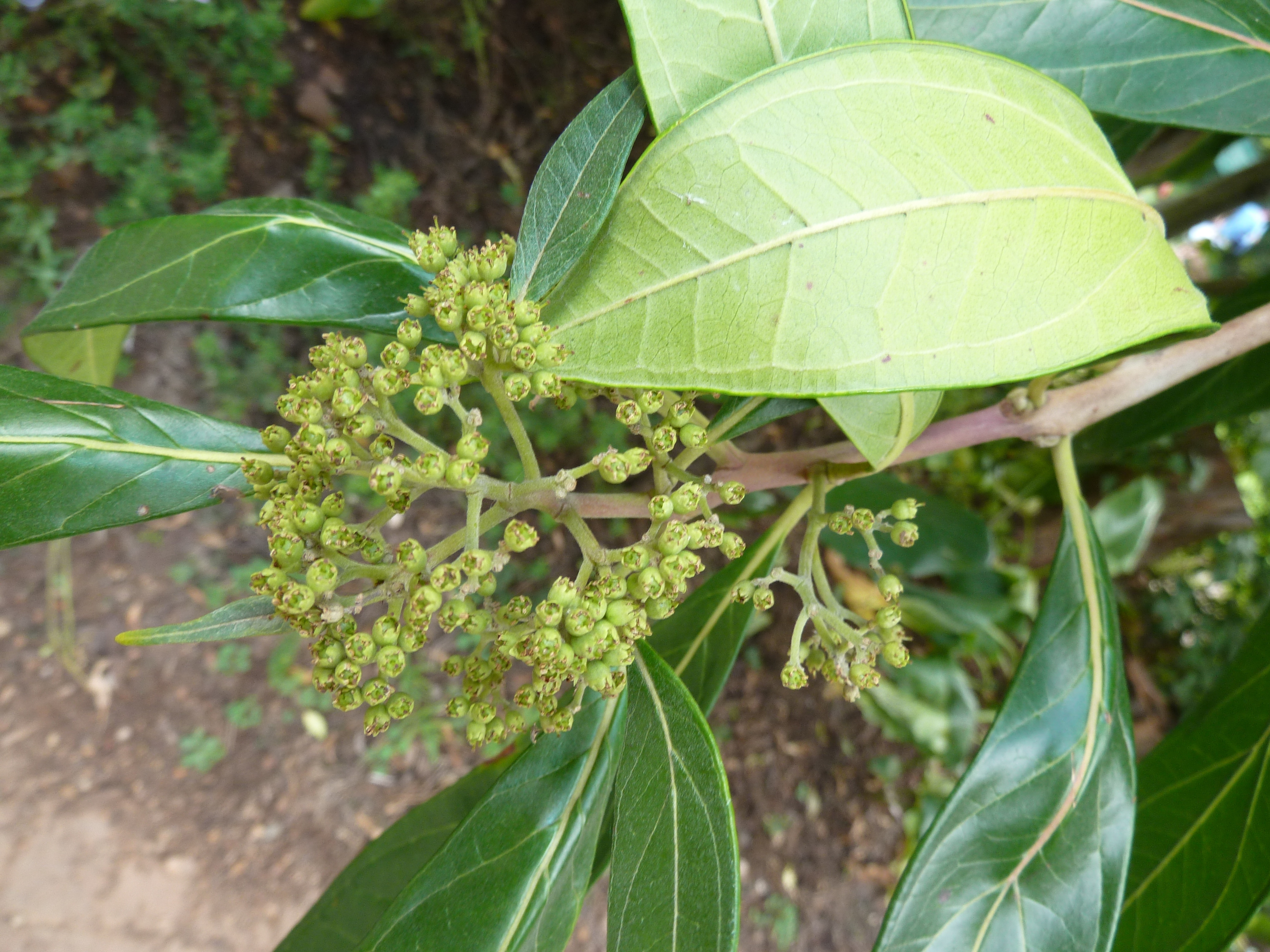
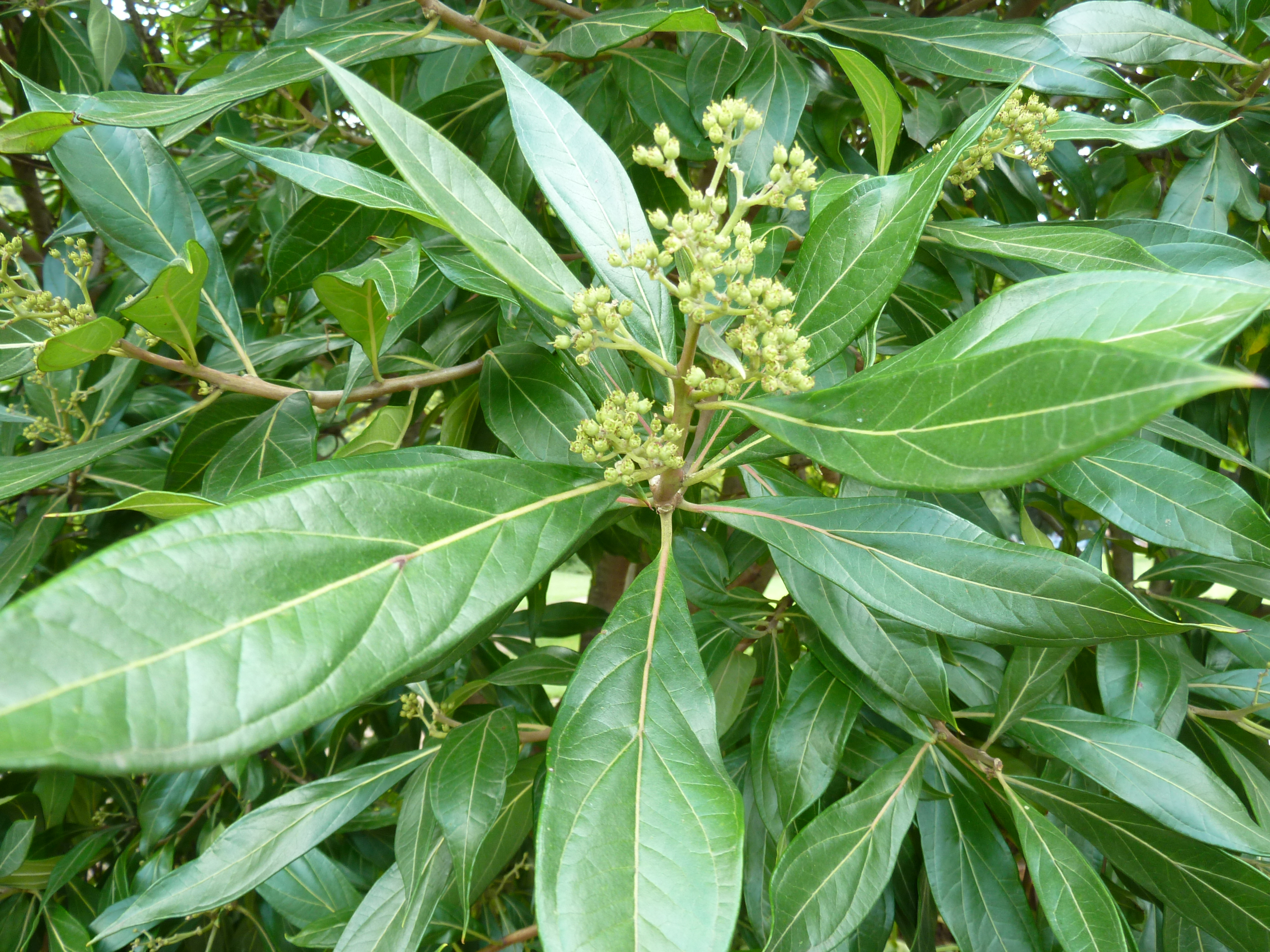
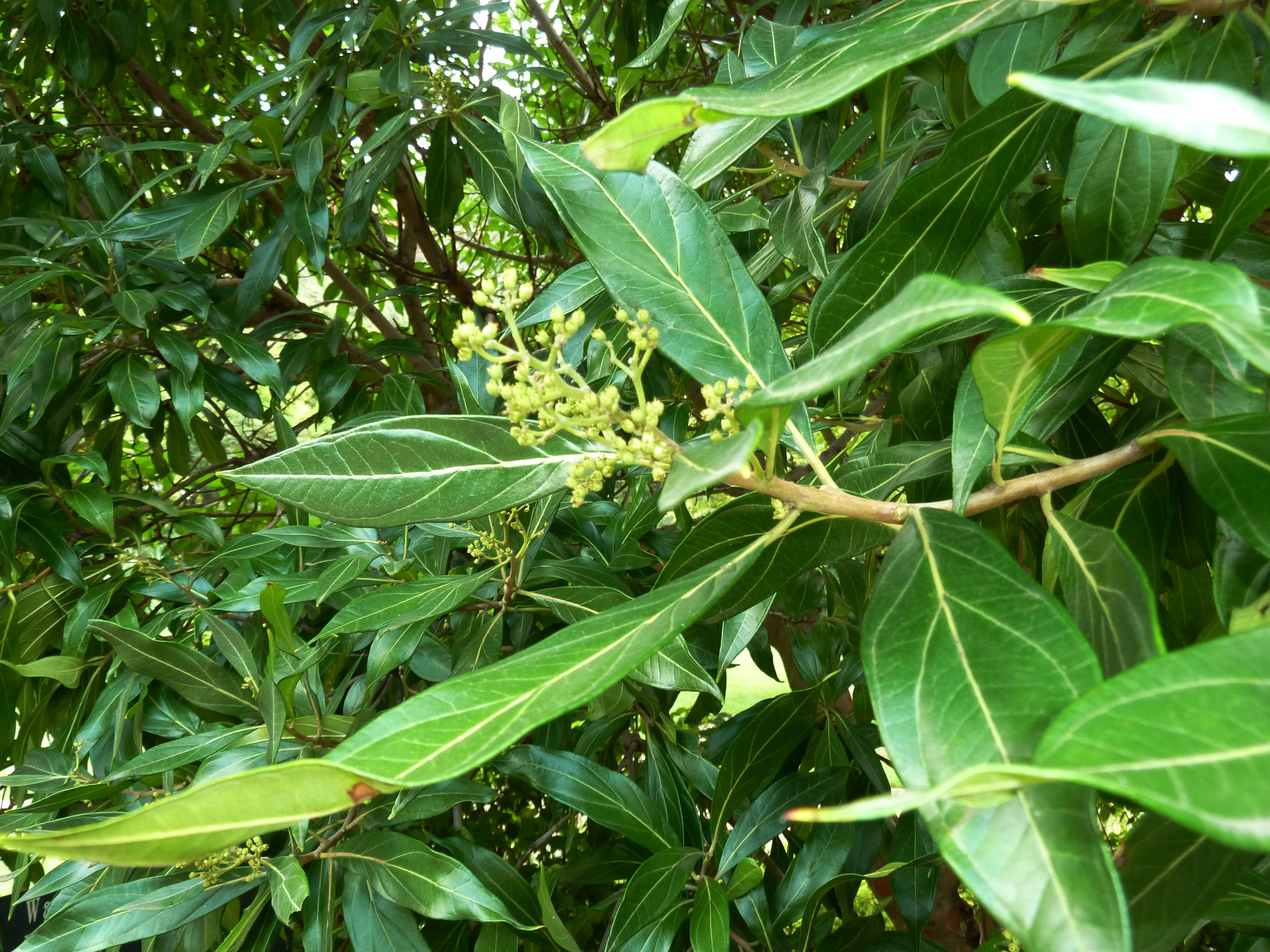